# Pila (Italia)
Pila (Pila in piemontese) è un comune italiano di 132 abitanti della provincia di Vercelli in Piemonte. È situato in Valsesia.

## Geografia fisica
Pila è un piccolo paese del Piemonte situato nella parte nord-occidentale della provincia di Vercelli, nella Valsesia settentrionale. Il territorio comunale di Pila presenta delle variazioni di altitudine molto accentuate: il fondovalle è posto a circa 686 metri di quota mentre il punto più alto, seppur disabitato, è situato a 1.912 metri sul livello del mare.

## Storia
Non sono ancora state recuperate notizie relative ai primi insediamenti nella zona: le prime documentazioni che menzionano Pila risalgono infatti solo al 1217, periodo nel quale risulta essere sotto la giurisdizione del comune di Vercelli.
In seguito, dal 1350, Pila è sottoposta alla dominazione del Ducato di Milano visconteo fino al 1703, anno in cui i possedimenti sono ceduti a Vittorio Emanuele I di Savoia.

### Simboli
Lo stemma e il gonfalone del comune di Pila sono stati concessi con decreto del presidente della Repubblica del 7 ottobre 1963.
Il gonfalone è un drappo di azzurro.

## Monumenti e luoghi d'interesse
Tra i beni artistici di Pila vi sono alcuni edifici religiosi:
- la chiesa di San Pietro: dove degli affreschi del Quattrocento raffigurano apostoli e profeti. All'interno dell'edificio vi è un antico altare ligneo proveniente, probabilmente, dalla chiesa di Scopello
- la chiesa di Sant'Antonio: al cui interno sono presenti affreschi di epoca seicentesca
- l'oratorio di Santa Caterina: che presenta sulle pareti esterne affreschi raffiguranti alcuni santi

Nel territorio di Pila, infine, c'è un percorso che, passando in alcune piccole frazioni, arriva al Monte Castello (1.804 m s.l.m.).

## Società

### Evoluzione demografica
Abitanti censiti

## Economia
Viste le ridotte dimensioni della comunità, non si registra un particolare tessuto economico. Quelle poche attività sono perlopiù agricole e si limitano alla pratica dell’allevamento, prediligendo l'avicoltura.